# Конспиративна теория
Вижте пояснителната страница за други значения на Теория на конспирацията.
Конспиративната теория (на английски: conspiracy theory) или теория на конспирацията, т.е. теория за заговор (разг. световната конспирация), е хипотеза, според която координирана група тайно работи или е работила, за да предизвика или произведе дадено събитие или идея, които обичайно са незаконни или неморални, включително като се опитва да прикрие съществуването и дейностите си. В по-общ смисъл се използва, за да означи идеята, че определени политически, социални, икономически и дори природни събития са продукт на тайни замисли, които са неизвестни на широката общественост, но все пак са станали достояние на ограничен кръг хора.
Фразата може неутрално да означава политически заговор или да се използва за отхвърляне на твърдения, които от техните критици се считат за необосновани, странни, ирационални, параноични или другояче незаслужаващи сериозно обмисляне. Първата записана употреба на фразата датира от 1909 г. Тя придобива днешния си отрицателен смисъл по време на бурните в политическо отношение 1960 – 1969 г., белязани от изграждането на Берлинската стена, карибската криза, убийството на Джон Кенеди и началото на хипи движението в целия свят.

## Примери за конспиративни теории
Следните исторически прецеденти са посочвани като примери за тероризъм от страна на дадено правителство и власт спрямо собствения народ като впоследствие са приписани на политическите им противници:
- 64 г.: Големият пожар в Рим. Пуска се мълвата, че император Нерон може да е подпалил града, за да си осигури пространство за построяване на новия дворец; за вдъхновение при съчиняването на музиката си; по това време Нерон е извън Рим и първото което прави при пристигането си е да предостави на останалите без дом императорските постройки за подслон). Официално пожарът е приписан на юдействащите първи християни и те са подложени на преследвания и гонения от властите.

- 1865: Убийството на Абрахам Линкълн[2]

- 1898 г.: Потопяването на американския военен кораб Мейн в пристанището на Хавана е повод за започването на Испано-американската война. До днес не са известни със сигурност причините за потъване на кораба, но реакцията на американското правителство е директно обвинение към испанските власти, последвано от обявяване на война. Лозунгът „Помнете Мейн“ е основен мотив на войната.

- 1933 г.: Пожарът в Райхстага дава възможност на Адолф Хитлер да установи закони, противоречащи на германската конституция и даващи му диктаторски пълномощия. За подпалването са обвинени група комунисти, между които и няколко българи, успешно защитили се по време на делото. Съществуват конспиративни теории, че зад пожара стоят функционери на Националсоциалистическата партия.

- 1941 г.: Японската атака срещу Пърл Харбър. Твърди се, че президентът Франклин Рузвелт е знаел за готвеното нападение, но не е предупредил командира на Пърл Харбър, защото е искал САЩ да влязат във Втората световна война[3]

- 1943: Смъртта на цар Борис III

- 1949: Смъртта на Георги Димитров е причинена в санаториума „Барвиха“ край Москва, където е „лекуван“ 4 месеца. Видни съветски медици поставят диагнозата „сърдечна недостатъчност II степен, чернодробна цироза (вероятно вследствие на алкохолизъм), диабет, хроничен простатит“. Точно там той бива ликвидиран поради неудобните за Москва идеи за обединена Балканска федерация вкючваща новосформираната Югославска македонска република, Република Югославия и Република България контролирана изцяло от България.

- 1957 – 1968: Зона 51 (Area 51) в Невада, който е строго секретен и строго охраняван, счита се за място, където се провеждат изследвания на извънземни и НЛО

- 1958: Казус Сири – пламенно консервативният кардинал Джузепе Сири е истинският папа според конклава от 1958, когато е избран реформистът Йоан XXIII. Католиците-традиционалисти го смятат за последния действителен папа, а някои радикално настроени напускат Римокатолическа църква и стават конклависти. За доказателство се привежда фактът, че на конклава от 1958 г. първоначално излиза бял пушек, който впоследствие е заменен с черен. Смята се, че кардинал Сири дори печели и последвалите конклави от 1963 и 1978 и е готвел за свое име като папа Григорий XVII. Забележка: Григорий XVI е един от най-консервативните и твърдолинейни папи в историята.

- 1962: Смъртта на Мерилин Монро
- 1963: Смъртта на Джон Ф. Кенеди

- 1968: Смъртта на Мартин Лутър Кинг

- 1977: Смъртта на Елвис Пресли

- 1981 г.: Атентат срещу Йоан Павел II за който западната и в частност американската пропаганда обвинява българските специални служби, зад които седял СССР (Ватикана установява дипломатически отношения със САЩ след атентата на 10 януари 1984 г.).

- 1990 г.: Подпалването на Партийния дом в София. Партийният дом на БКП в София е подпален на 26 август 1990 „след предупреждение на Пламен Станчев – член на движение „Инициатива за гражданско недоволство“, че ще се самозапали, ако от Партийния дом не се махне петолъчката – символ на чужда държава“[4]. В 23 ч. вечерта в сградата изведнъж лумват пожари в помещения от първия до четвъртия етаж. Унищожени са архиви и имущество в 94 помещения. Разследването установява, че нахлуването, палежът и разграбването са извършени „стихийно и неорганизирано от екзалтирани екстремисти“. От участниците на площада, наблюдавали този щурм на сградата са изразени съмнения, че сградата е подпалена от сили на БСП, с цел да се унищожат архиви, а щурмът и разграбването са инсценирани от добре подготвени подстрекатели. Разследването не създава обвинителен акт срещу „екзалтираните екстремисти“, нито открива подстрекателите и причините както за лесния достъп в сградата, така и за наличието на туби с бензин и други запалителни смеси в Партийния дом. Остава неясно и бездействието на органите по сигурността от МВР, намиращи се в близост. След изтичането на законовия срок за разследване, работата по делото се прекратява като е „Приключено по давност“.[5][6]

- 1995 г.: Атентатът в Оклахома Сити. Подозира се, че експлозивите в камиона, паркиран пред федералната сграда Мъра не са били достатъчни, за да окажат такива големи щети, т.е. че в сградата са били поставени предварително експлозиви. Атентатът дава възможност на президента Бил Клинтън да заглуши нападките на контролирания от републиканците Конгрес срещу федералното правителство и да подпише закон срещу тероризма, увеличаващ пълномощията на правителството да събира информация за американските граждани.

- От ок. 1996 г.: Кемтрейлс. Подозира се, че някои следи, оставяни от самолетите в небето, са следи от химически или биологични агенти, преднамерено разпръсквани на големи надморски височини с цели, пазени в тайна от обществеността в секретни, нелегални програми, ръководени от правителствени власти.[7]

- 1996: Убийството на Тупак Шакур

- 1997: Смъртта на лейди Даяна е причинена от МОСАД, защото е била бременна от мюсюлманин;

- 2001 г.: Конспиративни теории за атентатите от 11 септември 2001 г. – атентатите от 11 септември 2001 г. срещу кулите-близнаци в Ню Йорк и срещу Пентагона са предизвикани от самата администрация на Буш, за да станат оправдание за войната в Афганистан, Ирак), а скоро може би и Иран. Конспирация: Най-вероятно във войната срещу терора няма истински враг.

- 2009: Смъртта на Майкъл Джексън

## Теории, които са се оказали истина
- 1939 г.: Операция Химлер (послужила като повод за военна операция срещу Полша) при която затворници облечени като полски войници инсценират нападение над Райха, давайки претекст за началото на военна акция срещу Полша, в резултат от която Англия и Франция обявяват война на Германия, слагайки началото на Втората световна война.

- 1942 г.: Атентатът срещу Хайдрих

- 1950 г." МК-УЛТРА програма на ЦРУ за контрол над съзнанието. Проектът МК-УЛТРА е „ангажиран с дейност по проучване и разработка на химически, биологически и радиологични материали, възможни за употреба в секретни операции, за да контролира човешкото поведение“.

- 1953 г.: Операция Аякс на ЦРУ в подкрепа на преврат в Иран[8]

- 1954 – 1982 г.: Операция Гладио, серия от терористични актове под фалшив флаг осъществени в Италия и Западна Европа

- 1962 г.: Президентът Джон Кенеди отказва да упълномощи изпълняването на Операция Нортуудс, предложена му от началника на генералния щаб на САЩ Лаймън Лемницър и предвиждаща извършването на терористични атентати на територията на САЩ и над Куба, включително взривяване на самолети и кораби, с цел да бъдат обвинени кубинците, което би дало претекст за нахлуване в Куба.[9]. Убийството на братя Кенеди и смъртта на други членове на фамилията.

- 1964 г.: Инцидентът в залива Тонкин. Американски военни твърдят, че са нападнати от северновиетнамски катери. Впоследствие това твърдение е поставено под съмнение. Началото на войната във Виетнам е поставено.[10]